# Comunele Italiei (J)
Această pagină conține lista comunelor din Italia a căror nume începe cu litera J. 
Pentru fiecare comună este indicată provincia și regiunea de care aparține.
| Comună                | Provincia     | Regiune        |
| --------------------- | ------------- | -------------- |
| Jacurso 3407          | Catanzaro     | Calabria       |
| Jelsi 3408            | Campobasso    | Molise         |
| Jenne 3409            | Roma          | Lazio          |
| Jerago con Orago 3410 | Varese        | Lombardia      |
| Jerzu                 | Nuoro         | Sardinia       |
| Jesi                  | Ancona        | Marche         |
| Jesolo                | Veneția       | Veneto         |
| Jolanda di Savoia     | Ferrara       | Emilia-Romagna |
| Jonadi                | Vibo Valentia | Calabria       |
| Joppolo               | Vibo Valentia | Calabria       |
| Joppolo Giancaxio     | Agrigento     | Sicilia        |
| Jovençan 3418         | Aosta         | Valle d'Aosta  |